# 형사 니코
《형사 니코》(Nico, Above The Law)는 미국에서 제작된 앤드루 데이비스 감독의 1988년 액션, 범죄, 드라마, 스릴러 영화이다. 스티븐 시걸 등이 주연으로 출연하였고 앤드루 데이비스 등이 제작에 참여하였다.

## 출연

### 주연
- 스티븐 시걸

### 조연
- 팜 그리어
- 헨리 실바
- 론 딘
- 다니엘 파랄도
- 샤론 스톤
- 미구엘 니노

## SBS 성우진 (2001년 3월 23일)
- 신성호 - 니코(스티븐 시걸)
- 이완호 - 제곤(헨리 실바)
- 강희선 - 새러(샤론 스톤)
- 윤소라 - 잭슨(팜 그리어)
- 한상혁
- 김용식
- 최옥희
- 임은정
- 장승길
- 이선호
- 이종혁
- 임성표
- 김관진
- 안종덕

## 기타
- 공동제작: 존 G. 윌슨
- 미술: 마서 아매드
- 세트: 윌리엄 아놀드
- 배역: 난 샤보노
- 배역: 빌리 다모타
- 배역: 리처드 S. 코르도스